# Trans Guyana Airways
Trans Guyana Airways Limited es una aerolínea guyanesa que inició operaciones en 1956 en Georgetown, Guyana, con un solo hidroavión. Desde entonces, la empresa ha ampliado su flota para brindar transporte nacional y regional, ya las áreas remotas de Guyana.
Además de servir al interior de Guyana, Trans Guyana Airways trabaja en cooperación con Gum Air para proporcionar un enlace aéreo regular entre Paramaribo (Surinam) y Georgetown (Guyana). Los transportistas operan los siete días de la semana entre el Aeropuerto de Ogle (SYEC) y el Aeropuerto Zorg en Hoop (SMZO).
Trans Guyana firmó un acuerdo con KLM en 2019 para ofrecer vuelos desde Guyana a los Países Bajos a través de Surinam en 12 horas.

## Destinos

### Destinos regulares
| Países  | Destinos   | Aeropuertos                                 |
| ------- | ---------- | ------------------------------------------- |
| Guyana  | Georgetown | Aeropuerto de Ogle                          |
| Guyana  | Lethem     | Aeropuerto de Lethem                        |
| Surinam | Panamaribo | Aeropuerto Zorg en Hoop                     |
| Surinam | Zanderij   | Aeropuerto Internacional Johan Adolf Pengel |

### Destinos chárter
| Países   | Destinos        | Aeropuertos                                 |
| -------- | --------------- | ------------------------------------------- |
| Barbados | Bridgetown      | Aeropuerto Internacional Grantley Adams     |
| Brasil   | Boa Vista       | Aeropuerto Internacional de Boa Vista       |
| Guyana   | Annai           | Aeródromo de Annai                          |
| Guyana   | Aurora          | Aeródromo de Aurora                         |
| Guyana   | Baramita        | Aeródromo de Baramita                       |
| Guyana   | Bartica         | Aeródromo de Bartica                        |
| Guyana   | Camarán         | Aeródromo de Camarán                        |
| Guyana   | Chi-Chi West    | Aeródromo de Chi-Chi West                   |
| Guyana   | Ekereku Bottom  | Aeródromo de Ekereru Bottom                 |
| Guyana   | Ekereku Center  | Aeródromo de Ekereru West                   |
| Guyana   | Georgetown      | Aeropuerto de Ogle                          |
| Guyana   | Imbaimadai      | Aeródromo de Imbaimadai                     |
| Guyana   | Iwokrama Forest | Aeródromo de Iwokrama Forest                |
| Guyana   | Kaieteur Falls  | Aeródromo de Kaieteur Falls                 |
| Guyana   | Karinambo       | Aeródromo de Karinambo                      |
| Guyana   | Kurupung        | Aeródromo de Kurupung                       |
| Guyana   | Lethem          | Aeropuerto de Lethem                        |
| Guyana   | Mabaruma        | Aeródromo de Mabaruma                       |
| Guyana   | Matthew's Ridge | Aeródromo de Matthews Ridge                 |
| Guyana   | Olive Creek     | Aeródromo de Olive Creek                    |
| Guyana   | Orinduik Falls  | Aeródromo de Orinduik Falls                 |
| Guyana   | Port Kaituma    | Aeródromo de Port Kaituma                   |
| Surinam  | Panamaribo      | Aeropuerto Zorg en Hoop                     |
| Surinam  | Zanderij        | Aeropuerto Internacional Johan Adolf Pengel |

## Flota

### Flota actual[3]
| Aeronaves                 | En servicio | Pasajeros                                         | Matrículas                                        | Antigüedad                                        |
| ------------------------- | ----------- | ------------------------------------------------- | ------------------------------------------------- | ------------------------------------------------- |
| Beechcraft 1900           | 1           | 19                                                | 8R-GAQ                                            | 25 años                                           |
| Cessna 208B Grand Caravan | 4           | 13                                                | 8R-GAH                                            | 28 años                                           |
| Cessna 208B Grand Caravan | 4           | 13                                                | 8R-???                                            | 25 años                                           |
| Cessna 208B Grand Caravan | 4           | 13                                                | 8R-GIA                                            | ??                                                |
| Cessna 208B Grand Caravan | 4           | 13                                                | 8R-GAI                                            | 17 años                                           |
| Total                     | 5           | Edad media de la flota (enero de 2025): 24,8 años | Edad media de la flota (enero de 2025): 24,8 años | Edad media de la flota (enero de 2025): 24,8 años |

### Flota histórica
| Aeronaves               | Total | Introducido | Retirado | Matrículas                                               |
| ----------------------- | ----- | ----------- | -------- | -------------------------------------------------------- |
| Britten-Norman Islander | 5     | 1976        | 2020     | 8P-ASD (re-reg. 8R-GFQ), 8R-GGL, 8R-GHM, 8R-GHD y 8R-GAC |
| Short SC.7 Skyvan       | 1     | 1993        | 2003     | 8R-GMC                                                   |